# Островский, Виталий Владимирович
Виталий Владимирович Островский (род. 19 августа 1984 года, Минск, Белоруссия) — белорусский преступник, специализировался на кражах. Получил национальную известность в России после того, как совершил побег из Бутырской тюрьмы 22 марта 2010 года, продемонстрировав исключительные скоростно-силовые физические способности. По способу совершения побег Островского не имел аналогов в истории России и истории ряда других стран.

## Биография
О ранних годах жизни Виталия Островского известно мало. Известно, что Виталий родился 19 августа 1984 года на территории города Минск. С раннего детства Островский начал заниматься спортом. В школьные годы он увлекался туризмом, а также посещал занятия альпинизмом, где достиг выдающихся результатов. Много свободного времени Виталий посвящал занятиям по общефизической подготовке, выполняя различные системы упражнений для укрепления здоровья и развития наиболее полезных и необходимых в жизни физических качеств. В середине 2000-х годов Виталий Островский был призван в ряды вооруженных сил Республики Беларусь. Отслужив в армии, Островский вернулся в Минск, где некоторое время перебивался случайными заработками, а вскоре начал вести криминальный образ жизни. Несмотря на это, Виталий продолжал являться сторонником здорового образа жизни, не курил и не увлекался алкогольными напитками.

## Криминальная карьера
В середине 2000-х Островский стал членом организованной преступной группировки, специализирующейся на совершении краж. Группа воров и грабителей, в которую входил Островский, совершила 15 краж на территории различных коттеджных и дачных поселков, расположенных в Минской области. По материалам уголовного дела, возбужденного в Белоруссии, Виталий Островский похитил чужого имущества примерно на сумму 85 миллионов белорусских рублей (чуть более миллиона российских рублей). В 2009 году Островский был задержан с поличным в доме одной из своих очередных жертв, но продемонстрировав силовые способности и незаурядную выносливость, Островский сумел оказать сопротивление сотрудникам милиции при аресте и скрыться. Он был объявлен в международный розыск. В Белоруссии в отношении него было возбуждено уголовное дело по ч. 3 ст. 205 «Кража» УК Республики.
С целью избежать уголовной ответственности, Виталий Островский в начале декабря 2009 года принял решение покинуть территорию Белоруссии и переехать в Москву. Однако он не соблюдал политику конфиденциальности, благодаря чему о его планах вскоре были проинформированы уличные осведомители из числа мелких преступников Минска, которые заявили об этом в милицию. Сотрудники Генпрокуратуры Белоруссии связались с сотрудниками Генпрокуратуры РФ, благодаря чему местонахождение Виталия вскоре стало известно и он был задержан в Москве на «Белорусском вокзале» 7 декабря 2009 года сразу после того как он сошел с поезда «Брест-Москва». После ареста Виталий был этапирован в Тверской районный суд Москвы, который избрал ему меру пресечения в виде заключения под стражу до 5 февраля 2010 года. В этот период между Белоруссией и Россией начались переговоры об экстрадиции Островского на территорию Белоруссии. 5 февраля 2010 года он снова был этапирован в Тверской районный суд Москвы, где должен был решиться вопрос о продлении срока содержания его под стражей. Во время поездки в автозаке Островский совершил свой первый побег. Он вступил в драку с конвоирами прямо в машине. Разбросав всех конвоиров по разным сторонам, он сумел выбить дверь в автозаке и бросился бежать к ближайшей станции метро, но сотрудники милиции его догнали и снова задержали. 12 февраля того же года Островскому было предъявлено обвинение в совершении побега и по факту побега было заведено уголовное дело.
В этот период, 4 марта 2010 года Виталий сымитировал попытку самоубийства, после чего по ходатайству его адвоката 7 марта того же года был этапирован в Бутырскую тюрьму и определен в психиатрическое отделение тюремной больницы. В ходе проведенной судебно-медицинской экспертизы ему был поставлен диагноз — депрессивная реакция. Во время содержания в психиатрическом отделении тюремной больницы, Островский заработал репутацию образцового заключенного. Он не подвергался административным взысканиям за нарушение правил и положений режима содержания и не был замечен в проявлении агрессивного поведения. Большую часть своего времени Виталий регулярно занимался такими физическими упражнениями как подтягивание и отжимание.

## Побег 22 марта 2010 года
22 марта 2010 года примерно в 16:57, в камеру на третьем этаже корпуса, где находился Островский вместе с сокамерником, явился надзиратель, который повел их мыться в баню. В своих действиях надзиратель проявил халатность. Во время вывода из камеры заключенных, ни Островскому, ни его сокамернику надзиратель не надел наручников, а сам явился в камеру к заключенным совершенно безоружным. Во время проведения заключенных по второму этажу корпуса, где находился санпропускник, Островский заметил, что дверь, которая автоматически блокируется при каждом входе-выходе из корпуса, по неизвестной причине была приоткрыта. Воспользовавшись этими обстоятельствами, Виталий Островский оттолкнул надзирателя и бросился бежать. Надзиратель не стал его преследовать из-за опасения потерять из вида его сокамерника, благодаря чему Островскому беспрепятственно удалось выбраться во внутренний двор тюрьмы. Добежав до основной стены ограждения, Островский с разбега прыгнул на нее и с высокой скоростью всего лишь за 3-4 секунды вскарабкался цепляясь за небольшие выступы кирпичей в кирпичной кладке стены на высоту 4.5 метров, после чего быстро перелез через проволочное заграждение на вершине стены и спустился с нее с помощью свисающего электрического кабеля за пределами тюрьмы на Новослободской улице, оказавшись таким образом на свободе. Во время побега сработала охранная сигнализация на территории тюрьмы, вследствие чего оперативная группа и кинолог с собакой принялись проверять периметр тюремного учреждения, но Виталий Островский к тому времени уже скрылся. В ходе предварительного расследования выяснилось, что скорость, с которой Островский взобрался на стену была так высока, что его не заметил ни один из охранников на вышках, расположенных по всему периметру учреждения.
Так как во время совершения побега Островский был одет только в спортивный костюм и не имел верхней зимней одежды, его приметы были разосланы по всем подразделениям внутренних дел. Его поиском занимались сотрудники отдела розыска службы исполнения наказания и сотрудники Московской милиции, но это результата не дало. В ходе следственных мероприятий на основании свидетельских показаний удалось только установить, что Виталий как только оказался за пределами тюрьмы, свернул в сквер и бросился бежать по направлению к станции метро «Белорусская», после чего его следы окончательно затерялись. Побег совершенный Островским вызвал общественный резонанс в России и за ее пределами, благодаря чему представитель управления Федеральной службы исполнения наказаний по Москве Сергей Цыганков вынужден был сообщить СМИ о ходе расследования: «Путем преодоления основного ограждения заключенный Островский В. В. 1984 года рождения совершил побег из следственного изолятора № 2 города Москвы. Обстоятельства побега уточняются. В следственном изоляторе содержится с 7 марта 2010 года. На данный момент оперативно-розыскными службами проводится комплекс мер, направленных на розыск и задержание бежавшего».
В ходе следственных экспериментов, эксперты-криминологи пришли к выводу, что люди, занимающиеся альпинизмом и скалолазанием теоретически способны вскарабкаться на высоту 4.5 метров со скоростью, которую продемонстрировал Островский, но для этого требуются знания по умелому применению приемов разнообразной техники передвижения, а также время для изучения и осмотра преодолеваемой поверхности, но у Островского этого времени не было. В случае побега Островского, дело также усложнялось наличием на вершине стены армированной спиралевидной колючей проволоки большого диаметра, шириной около метра. Согласно утверждениям представителя управления Федеральной службы исполнения наказаний по Москве Сергея Цыганкова, проволочное заграждение было смонтировано на вершине стены таким образом, чтобы при попытке перелезть через нее, преступник получил бы глубокие порезы кожных покровов тела, однако во время совершения побега, для Виталия Островского проволочное заграждение не стало препятствием, а следов его крови во время осмотра места происшествия обнаружено не было.
После совершения побега Виталия Островского, следственный отдел по Тверскому району Москвы провел доследственную проверку по факту побега, после чего было возбуждено уголовного дело в отношении сотрудников тюремного учреждения по статье «халатность».

## Последующие события
В ходе оперативно-розыскных мер местонахождение Островского после побега так и не было установлено. Он сумел скрыться и впоследствии покинул территорию России, но в начале 2012 года был арестован на территории Финляндии. Островский был экстрадирован на территорию России, после чего был этапирован в Смоленскую психиатрическую спецлечебницу для проведения судебно-медицинской экспертизы. После проведения экспертизы Островский в конце июля того же года был снова этапирован в Бутырскую тюрьму, где после возвращения содержался в двухместной камере и много времени продолжал посвящать занятиям физическими упражнениями. Островский дожидался результатов судебно-медицинской экспертизы и решения вопроса о его экстрадиции на территорию Белоруссии, но после августа 2012 года достоверных сведений о его дальнейшей судьбе нет.